# Parco locale di interesse sovracomunale
I parchi locali di interesse sovracomunale (PLIS o P.L.I.S.) sono una forma di tutela del territorio particolare istituita dalla Regione Lombardia nel 1983. Questi parchi sono costituiti da aree terrestri, fluviali, lacustri ed eventualmente da tratti di mare prospicienti la costa, di valore ambientale e naturalistico, che costituiscano, nell'ambito di uno o più comuni adiacenti, un sistema omogeneo, individuato dagli assetti naturalistici dei luoghi, dai valori paesaggistici e artistici e dalle tradizioni culturali delle popolazioni locali.
Fino al 2001 erano istituiti dalle singole regioni italiane con delibera di giunta, ora direttamente dai comuni e successivamente verificate e riconosciute dalle province. Anche i vincoli sono comunali e sono legati al piano regolatore generale dell'ente stesso.
Questa tipologia di parchi non è inserito nell'elenco ufficiale delle aree naturali protette (EUAP) che è un elenco stilato, e periodicamente aggiornato, dal Ministero dell'ambiente e della tutela del territorio e del mare - Direzione per la Conservazione della Natura, che raccoglie tutte le aree naturali protette, marine e terrestri, ufficialmente riconosciute.